# Sonorella russelli
Sonorella russelli är en snäckart som beskrevs av W. B. Miller 1984. Sonorella russelli ingår i släktet Sonorella och familjen Helminthoglyptidae. Inga underarter finns listade i Catalogue of Life.